# الخط الزمني لجائحة كوفيد 19 في الأورغواي
الخط الزمني لجائحة كوفيد 19 في الأورغواي.

## الخط الزمني

### مارس
13 مارس 2020: أكدت وزارة الصحة العامة في الأوروغواي أول أربع إصابات بفيروس كورونا. ثلاثة منهم كانوا قد عادوا من ميلانو والرابع من برشلونة، اثنان من الأربعة كانوا في إدارة سالتو. أعلنت الحكومة عن أزمة صحية.
14 مارس 2020: أكد وجود حالتين أخريين مما يرفع عدد الإصابات إلى 6، في حين ارتفع عدد الحالات المشتبه بها إلى 200. بموجب مرسوم رئاسي، ألغيت الفصول الدراسية في جميع أنحاء البلاد لمدة 14 يومًا، بالإضافة إلى أنشطة جامعة الجمهورية والعروض العامة. صدر أيضًا مرسوم الإغلاق الجزئي للحدود.
15 مارس 2020: أكد وجود حالتين أخريين، واحدة في إدارة مالدونادو. وكان أبرزها إصابة الوزير والسناتور السابق بيدرو بوردابيري. يوجد في سالتو 80 حالة مشتبه فيها وموضوعة ضمن الحجر الصحي. يستوجب على جميع الركاب الوافدين من مناطق الخطر استكمال استمارات لعزلهم الإلزامي لمدة 14 يومًا والسيطرة اللاحقة.
16 مارس 2020: أكد رئيس الجمهورية لويس لا كاليي بو وجود 21 حالة جديدة في البلاد، مما يرفع عدد المصابين إلى 29. وأعلن أيضًا أنه سوف تغلق الحدود مع الأرجنتين.
17 مارس 2020: أكد السكرتير الرئاسي ألفارو دلغادو واحد وعشرون حالة جديدة، مما يرفع عدد المصابين إلى 50. أغلقت مراكز التسوق وفُرضت التقييدات على المتاجر عدا متاجر المواد الغذائية. باشر معهد باستور في مونتيفيديو دعم جامعة الجمهورية، وذلك بهدف تطوير اختبار تشخيصي وطني لفيروس كورونا.
18 مارس 2020: أكدت 29 حالة جديدة، بالإضافة إلى وجود الفيروس في إدارتي كانيلونيس وكولونيا. ارتفع عدد المصابين إلى 79، مع 392 حالة مشتبه بإصابتها.
19 مارس 2020: أكدت 15 حالة جديدة، وارتفع عدد المصابين إلى 94. ومُدد تعليق الفصول الدراسية إلى 13 أبريل. اتخذت الحكومة بعض الإجراءات الاقتصادية والاجتماعية لمساعدة الشركات الصغيرة والمتوسطة، فضلًا عن المشردين. التقى السفير الصيني وانغ غانغ بالرئيس لا كاليي بو للإبلاغ عن نية الصين في توفير الإمدادات لمساعدة أوروغواي في مكافحة جائحة كوفيد-19.
20 مارس 2020: أكدت 16 حالة جديدة، وارتفع عدد المصابين إلى 110. أعلن عن وجود أربعة من المصابين في المستشفيات.
21 مارس 2020: أكدت 25 حالة جديدة، مما يرفع عدد المصابين إلى 135، 2 منهم في وحدة العناية المركزة، ويُذكر أن إدارة فلوريس ضمن الإدارات المصابة وسيكون المستشفى الإسباني على استعداد ليكون أول مركز كوفيد-19 في الأوروغواي. أعلنت إيه إن تي إي إل عن خدمات تجوال مجانية لسكان أوروغواي الذين تقطعت بهم السبل. بالإضافة إلى توفير رقم واتساب جديد +598 98 99 99 99 للإجابة عن أي تساؤل فيما يخص كوفيد-19.
22 مارس 2020: أكدت 23 حالة جديدة، مما يرفع عدد المصابين إلى 158، واحد منهم في وحدة العناية المركزة. كان هناك 205 تحليل: 182 نتيجة سلبية و23 إيجابية، 3 منها تحت سن 18 سنة. عاد 132 مواطنًا من بيرو و16 من بوينس آيرس و6 من بوليفيا. كان اختبار أحد عاملي إيه إن تي إي إل في مونتيفيديو لكوفيد-19 إيجابيًا، ونتيجة لذلك، أغلق الطابق السادس من برج الاتصالات بالكامل.
23 مارس 2020: أكدت أربع حالات جديدة، مما يرفع عدد المصابين إلى 162، واحد منهم في وحدة العناية المركزة وحالتان في الرعاية المتوسطة. أجري 211 تحليل في هذا التاريخ.
24 مارس 2020: أكدت 27 حالة جديدة، مما يرفع عدد المصابين إلى 189، واحد منهم في وحدة العناية المركزة وحالتان في الرعاية المتوسطة. أكدت أول حالة في روشا. أصدرت الحكومة قرارًا بإغلاق الحدود لجميع الأجانب، وأبلغت أنها ستدعم الأشخاص الذين تزيد أعمارهم عن 65 عامًا والذين لا يستطيعون العمل بسبب الحجر الصحي.
25 مارس 2020: أكدت 28 حالة جديدة، مما يرفع عدد الإصابات إلى 217، 4 أشخاص في وحدة العناية المركزة و2 في الرعاية المتوسطة و6 في الرعاية المنخفضة. أجري 320 تحليل في هذا التاريخ وأكدت أول حالة في سوريانو.
26 مارس 2020: أكدت 21 حالة جديدة، مما يرفع عدد المصابين إلى 238، 4 أشخاص في وحدة العناية المركزة و2 في الرعاية المتوسطة و6 في الرعاية المنخفضة. أجري 245 تحليل في هذا التاريخ.
27 مارس 2020: أكدت 36 حالة جديدة، مما يرفع عدد الإصابات إلى 274، 4 أشخاص في وحدة العناية المركزة و4 في الرعاية المتوسطة و12 في الرعاية المنخفضة. أجري 451 تحليل في هذا التاريخ.
28 مارس 2020: أكدت 30 حالة جديدة، مما يرفع عدد الإصابات إلى 304، 8 أشخاص في وحدة العناية المركزة و4 في الرعاية المتوسطة و12 في الرعاية المنخفضة. أجري 372 تحليل في هذا التاريخ. أكدت أول حالة وفاة نتيجة الإصابة بفيروس كورونا في البلاد، البالغ من العمر 71 عامًا، الوزير السابق للمحكمة الانتخابية رودولفو غونزاليس ريسوتو.
29 مارس 2020: أكد وجود 6 حالات جديدة، وارتفع عدد المصابين إلى 309، عشرة منهم في وحدة العناية المركزة، حالتان في الرعاية المتوسطة و12 في حالة رعاية منخفضة. أجري 200 تحليل في هذا التاريخ.
30 مارس 2020: أكدت 10 حالات جديدة، ارتفع عدد المصابين إلى 320، 11 شخص في العناية المركزة، واحد في الرعاية المتوسطة و10 في رعاية منخفضة. أجري 398 تحليل في هذا التاريخ، وورد أنه من أصل 320 حالة كان هناك 25 حالة شفاء.
31 مارس 2020: أكدت 18 حالة جديدة وارتفع عدد المصابين إلى 338، 12 شخص في وجدة العناية المركزة وشخص واحد في الرعاية المتوسطة. أجري 394 تحليل في هذا التاريخ. وأفيد أيضًا أنه من أصل 338 حالة كان هناك 41 حالة تعافي. أكدت أول حالة في بايسندو.

### أبريل
1 أبريل 2020: أكدت 12 حالة جديدة وارتفع عدد الإصابات إلى 350، 15 شخص في وحدة العناية المركزة. أجري 289 تحليل في هذا التاريخ. ورد أنه من أصل 350 حالة كان هناك 62 حالة شفاء. أكدت ثاني حالة وفاة في البلاد بسبب فيروس كوفيد-19، وهو مريض يبلغ من العمر 61 عامًا من مونتيفيديو يعاني من أمراض مستبطنة أخرى.
2 أبريل 2020: أكدت 19 حالة جديدة وارتفع عدد المصابين إلى 369، كان هناك 13 شخصًا في وحدة العناية المركزة. أجري 356 تحليل في هذا التاريخ. من أصل ال 369 حالة، كان هناك 68 حالة شفاء. أكدت الحالة الأولى في لافاليخا. أكدت وفاة شخصين آخرين نتيجة الإصابة بكوفيد-19 في مونتيفيديو، مما يجعل إجمالي الوفيات أربعة: رجل يبلغ من العمر 65 عامًا وامرأة تبلغ من العمر 66 عامًا، وكلاهما يعانيان من أمراض مستبطنة أخرى. التقطت المرأة العدوى ضمن تجمع ديني، في حين أن الرجل كان قد حضر زفاف في كاراسكو كان فيه المريض رقم صفر في أوروغواي.
3 أبريل 2020: أكدت 17 حالة جديدة، وارتفع عدد المصابين إلى 386.كان هناك 13 شخصًا في وحدة العناية المركزة وواحد في الرعاية المتوسطة. أجري 322 تحليلَا في هذا التاريخ. من بين الحالات البالغ عددها 386، كان هناك 86 حالة تعافي. أكدت الحالات الأولى في ريفيرا وريو نيغرو.
4 أبريل 2020: أكدت 14 حالة جديدة وارتفع عدد المصابين إلى 400. 13 شخصًا كانوا في وحدة العناية المركزة. أجري 277 تحليل في هذا التاريخ. من بين الحالات ال 400 المؤكدة، كان هناك 93 حالة شفاء. أكدت حالة الوفاة الخامسة في البلاد الناتجة عن كوفيد-19، وهو مريض يبلغ من العمر 53 عامًا يعاني من أمراض مستبطنة أخرى.
5 أبريل 2020: أكدت 6 حالات جديدة، وارتفع عدد المصابين إلى 406. يوجد 14 شخصًا ضمن وحدة العناية المركزة. أجري 145 تحليل في هذا التاريخ. من أصل 406 حالة، كان هناك ذ04 حالة شفاء. أكدت حالة الوفاة السادسة في البلاد الناتجة عن كوفيد-19، وهو مريض يبلغ من العمر 84 عامًا من مونتيفيديو يعاني من أمراض مستبطنة أخرى.
6 أبريل 2020: أكدت 9 حالات جديدة، وارتفع عدد المصابين إلى 415، كان هناك 14 شخص ضمن العناية المركزة. أجري 145 تحليل في هذا التاريخ. من أصل 415 حالة، كان هناك 123 حالة تعافي.
7 أبريل 2020: أكدت 9 حالات جديدة وارتفع عدد المصابين إلى 424، كان هناك 14 شخص ضمن العناية المركزة. أجري 342 تحليل في هذا التاريخ. ومن الحالات الـ 424، هناك 150 حالة شفاء. أكدت حالة الوفاة السابعة في البلاد الناتجة عن كوفيد-19، وهو مريض يبلغ من العمر 84 عامًا من مالدونادو يعاني من حالات مستبطنة أخرى.
8 أبريل 2020: أكدت 32 حالة جديدة، وارتفع عدد المصابين إلى 456، و14 شخصًا في وحدة العناية المركزة. أجري 448 تحليل في هذا التاريخ. ومن بين الحالات البالغ عددها 456 حالة، كان هناك 192 حالة شفاء. أكدت الحالة الأولى في سان خوسيه. وقد ذكر أن 22 من الحالات الجديدة هي نتيجة لتفشي المرض في مستشفى فيلارديبو.
9 أبريل 2020: أكدت 17 حالة جديدة وارتفع عدد المصابين إلى 473، وكان هناك 13 شخص في وحدة العناية المركزة و4 في الرعاية المتوسطة. أجري 681 تحليل في هذا التاريخ. من الحالات الـ 473، هناك 206 حالة شفاء.
10 أبريل 2020: أكدت 21 حالة جديدة وارتفع عدد المصابين إلى 494، وكان هناك 15 شخص ضمن الرعاية المركزة. أجري 640 تحليل في هذا التاريخ. من الحالات الـ 494، هناك 214 حالة شفاء. أجلي ركاب الباخرة السياحية الأسترالية جريج مورتيمر التي كانت راسية قبالة ساحل مونتيفيديو منذ 27 مارس مع إصابة أكثر من نصف ركابها وطاقمها بفيروس كورونا ليعودوا إلى أستراليا.
11 أبريل 2020: أكدت 7 حالات جديدة، وارتفع عدد المصابين إلى 501. يوجد 16 شخصًا في وحدة العناية المركزة وحالة واحدة في الرعاية المتوسطة. أجري 618 تحليل في هذا التاريخ. من الحالات ال 501، كان هناك 224 حالة شفاء.
12 أبريل 2020: قبل هذا اليوم، كانت البيانات الرسمية والصحافة تعد الاختبارات الإيجابية حالات مؤكدة. ومنذ ذلك الحين كان يُبلغ عن الحالات المؤكدة بصرف النظر عن الاختبارات الإيجابية. ونتيجة لهذا التفسير، فإن عدد المصابين هو 480، 231 منهم يتعافون، 16 شخصًا في وحدة العناية المركزة ولا يوجد مرضى في الرعاية المتوسطة. أجري 660 تحليل في هذا التاريخ. بعد وقت قصير من نشر التقرير، أبلغ عن حالة الوفاة الثامنة الناتجة عن كوفيد-19، وهو مريض يبلغ من العمر 69 عامًا من مونتيفيديو لم يكن لديه أمراض مستبطنة أخرى.
13 أبريل 2020: أكدت 3 حالات جديدة وارتفع عدد المصابين إلى 483، مع 248 حالة شفاء، 15 شخص في وحدة العناية المركزة ولا يوجد مرضى ضمن وحدة العناية المتوسطة. أجري 462 تحليل في هذا التاريخ.
14 أبريل 2020: أكدت 9 حالات جديدة وارتفع عدد المصابين إلى 492، مع 260 حالة شفاء، 14 شخصًا في وحدة العناية المركزة ولا يوجد مرضى في وحدة العناية المتوسطة. أجري 693 تحليل في هذا التاريخ.
15 أبريل 2020: أكدت حالة واحدة جديدة، وارتفع عدد المصابين إلى 493، مع 272 حالة شفاء، 13 شخصًا في وحدة العناية المركزة ولا يوجد مرضى في وحدة العناية المتوسطة. أجري 513 تحليل في هذا التاريخ. أكدت حالة الوفاة التاسعة الناتجة عن فيروس كوفيد-19 في البلاد، وهو رجل يبلغ من العمر 76 عامًا.
16 أبريل 2020: أكدت 9 حالات جديدة، وارتفع عدد المصابين إلى 502، مع 286 حالة شفاء و13 حالة في العناية المركزة ولا يوجد مرضى في العناية المتوسطة. أجري 791 تحليل في هذا التاريخ. أكدت الحالة الأولى في دوراسنو.
17 أبريل 2020: أكدت 6 حالات جديدة، مما يرفع عدد المصابين إلى 508. أجري 518 تحليل في هذا التاريخ. أبلغ رئيس الجمهورية لويس لا كاليي بو أن إدارته قررت إنشاء مجموعة تتكون من خبراء سيحددون الأساليب والدراسات المتعلقة بتقديم المشورة للحكومة. وهؤلاء الخبراء: عالم الرياضيات والمهندس الكهربائي والأكاديمي من أكاديمية أمريكا اللاتينية للعلوم فرناندو باغانيني، الدكتور رافائيل راضي أول عالم من الأوروغواي في الأكاديمية الوطنية للعلوم في الولايات المتحدة ورئيس الأكاديمية الوطنية للعلوم في أوروغواي، الدكتور هنري كوهين رئيس الأكاديمية الوطنية للطب والحاصل على درجة الماجستير من المنظمة العالمية لأمراض الجهاز الهضمي في عام 2019.
18 أبريل 2020: أكدت 9 حالات جديدة، وارتفع عدد المصابين إلى 517، مع 298 حالة شفاء و14 شخص في وحدة العناية المركزة ولا يوجد مرضى ضمن الرعاية المتوسطة. أجري 729 تحليل في هذا التاريخ.
19 أبريل 2020: أكدت 11 حالة جديدة، وارتفع عدد المصابين إلى 528، مع 298 حالة شفاء، 13 شخصًا في وحدة العناية المركزة ولا يوجد مرضى ضمن الرعاية المتوسطة. أجري 348 تحليل في هذا التاريخ. أكدت حالة الوفاة العاشرة في البلاد الناتجة عن كوفيد-19 وهو رجل يبلغ من العمر 64 عامًا.
20 أبريل 2020: أكدت 7 حالات جديدة وارتفع عدد المصابين إلى 535، مع 313 حالة شفاء و13 شخص ضمن العناية المركزة ولا يوجد مرضى ضمن الرعاية المتوسطة. أجري 570 تحليل 22في هذا التاريخ.
21 أبريل 2020: أكدت 8 حالات جديدة وارتفع عدد المصابين إلى 543، مع 324 حالة شفاء و10 أشخاص ضمن الرعاية المركزة ولا يوجد مرضى ضمن الرعاية المتوسطة. أجري 527 تحاليل في هذا التاريخ. أكدت حالة الوفاة الحادية عشر والثانية عشر في البلاد، وهو مواطن أرجنتيني مقيم في مالدونادو ومريض يبلغ من العمر 69 عامًا من مونتيفيديو. كان كلا المرضى في العناية المركزة.
22 أبريل 2020: أكدت 6 حالات جديدة وارتفع عدد المصابين إلى 549، مع 337 حالة شفاء و10 أشخاص ضمن العناية المركزة ولا يوجد مرضى ضمن الرعاية المتوسطة. أجري 609 تحليل في هذا التاريخ.
23 أبريل 2020: أكدت 8 حالات جديدة وارتفع عدد المصابين إلى 557، مع 354 حالة شفاء و10 أشخاص ضمن العناية المركزة ولا يوجد مرضى ضمن الرعاية المتوسطة. أجري 610 تحليل في هذا التاريخ. أصبح استخدام أقنعة الوجه في محلات السوبر ماركت إلزاميًا اعتبارًا من 24 أبريل.
24 أبريل 2020: أكدت 6 حالات جديدة وارتفع عدد المصابين إلى 563، مع 369 حالة شفاء و12 حالة وفاة و10 أشخاص ضمن العناية المركزة ولا يوجد مرضى ضمن الرعاية المتوسطة. أجري 692 تحليل في هذا التاريخ.
25 أبريل 2020: أكدت 33 حالة جديدة وهو رقم أعلى بكثير مما كان عليه في الأيام السابقة. كان هذا بسبب تفشي الوباء ضمن دار رعاية في مونتيفيديو. ارتفع عدد المصابين إلى 596 مع 370 حالة شفاء و9 أشخاص في العناية المركزة ولا يوجد مرضى ضمن الرعاية المتوسطة. أجري 662 تحليل في هذا التاريخ. أكدت وفاة شخصين آخرين مما يرفع عدد الوفيات الإجمالي إلى 14. مريض يبلغ من العمر 75 عامًا من مالدونادو ومريضًا عمره 93 عامًا من مونتيفيديو. توفي الأخير في دار رعاية حيث كانت اختبارات جميع السكان والموظفين سلبية.
26 أبريل 2020: أكدت 10 حالات جديدة وارتفع عدد المصابين إلى 606. 375 حالة شفاء، 10 أشخاص في وحدة العناية المركزة ولا يوجد مرضى ضمن الرعاية المتوسطة. أكدت حالة الوفاة الخامسة عشر وهي مريضة عمرها 93 عامًا من مونتيفيديو. أجري 567 تحليل في هذا التاريخ.
27 أبريل 2020: أكدت 14 حالة إصابة جديدة، وارتفع عدد المصابين إلى 620؛ 386 حالة شفاء، و11 شخصًا في وحدة العناية المركزة ولا يوجد مرضى ضمن الرعاية المتوسطة. أجري 442 تحليل في هذا التاريخ.
28 أبريل 2020: أكدت 5 حالات جديدة وارتفع عدد المصابين إلى 625، مع 394 حالة تعافي و11 شخص ضمن الرعاية المركزة ولا يوجد مرضى ضمن الرعاية المتوسطة. أجري 635 تحليل في هذا التاريخ.
29 أبريل 2020: أكدت 5 حالات جديدة وارتفع عدد المصابين إلى 630، مع 412 حالة تعافي و11 شخص ضمن الرعاية المركزة ولا يوجد مرضى ضمن الرعاية المتوسطة. أجري 876 تحليل في هذا التاريخ.
30 أبريل 2020: أكدت 13 حالة جديدة وارتفع عدد المصابين إلى 643، مع 417 حالة تعافي و10 أشخاص ضمن الرعاية المركزة ولا يوجد مرضى ضمن الرعاية المتوسطة. أعلن عن وفاة شخصين آخرين، مريض عمره 93 عامًا من مونتيفيديو توفي في 29 أبريل ومريض عمره 75 عامًا من مالدونادو توفي في 30 أبريل. أجري 731 تحليل في هذا التاريخ.

### مايو
1 مايو 2020: سُجلت خمس إصابات جديدة، مارفع العدد الإجمالي للمصابين إلى 648، منهم 10 مصابين في وحدة العناية المشددة و435 حالة استشفاء، أُجري 807 تحليل مخبري في هذا اليوم.
2 مايو 2020: سُجلت أربع إصابات جديدة، مارفع العدد الإجمالي للمصابين إلى 652، منهم 10 مصابين في وحدة العناية المشددة، مع 440 حالة استشفاء، أُجري 610 تحليل مخبري في هذا اليوم.
3 مايو 2020: سُجلت ثلاث إصابات جديدة، مارفع العدد الإجمالي للمصابين إلى 655، منهم 10 مصابين في وحدة العناية المشددة، مع 442 حالة استشفاء، أُجري 775 تحليل مخبري في هذا اليوم.
4 مايو 2020: سُجلت إصابتان جديدتان، مارفع العدد الإجمالي للمصابين إلى 657، منهم 10 مصابين في وحدة العناية المشددة، مع 447 حالة استشفاء، أُجري 886 تحليل مخبري في هذا اليوم منها 434 اختبار على عمال البناء، إذا أخذت عينات عشوائية في كامل أنحاء البلد على عمال البناء ولم تسجل حالات إيجابية بينهم. قررت الحكومة إعادة فتح المحلات التجارية في وسط مدينة مونتيفيديو، خصوصًا في شارع 18 دي خوليو.
5 مايو 2020: سُجلت 13 إصابة جديدة في البلاد، مارفع العدد الإجمالي للمصابين إلى 670 إصابة، منهم 10 مصابين في وحدة العناية المشددة و468 حالة استشفاء، أُجري 1006 تحليل مخبري في هذا اليوم.
6 مايو 2020: سُجلت 3 إصابات جديدة في البلاد، مارفع العدد الإجمالي للمصابين إلى 673 إصابة، منهم 10 مصابين في وحدة العناية المشددة و486 حالة استشفاء، أُجري 845 تحليل مخبري في هذا اليوم.
7 مايو 2020: سُجلت 11 إصابة جديدة في البلاد، مارفع العدد الإجمالي للمصابين إلى 684 إصابة، منهم 9 مصابين في وحدة العناية المشددة و492 حالة استشفاء، أُجري 1042 تحليل مخبري في هذا اليوم.
8 مايو 2020: سُجلت 10 إصابة جديدة في البلاد، مارفع العدد الإجمالي للمصابين إلى 694 إصابة، منهم 8 مصابين في وحدة العناية المشددة و506 حالة استشفاء، أُجري 1140 تحليل مخبري في هذا اليوم. سُجلت الوفاة الثامنة عشرة في البلاد بسبب كوفيد-19، لرجل يبلغ من العمر 49 عامًا من مونتيفيديو يعاني من أمراض مزمنة. أعلن وزير الاقتصاد أزوسينا أربليش أن الحكومة اتفقت مع التجار والمنتجين على تحديد الأسعار بشكل طوعي لمدة ثلاثة أشهر للسلع الأساسية من أغذية ومنظفات.
9 مايو 2020: سُجلت 8 إصابات جديدة في البلاد، مارفع العدد الإجمالي للمصابين إلى 702 إصابة، منهم 9 مصابين في وحدة العناية المشددة و513 حالة استشفاء، أُجري 623 تحليل مخبري في هذا اليوم.
10 مايو 2020: سُجلت 5 إصابات جديدة في البلاد، مارفع العدد الإجمالي للمصابين إلى 707 إصابة، منهم 8 مصابين في وحدة العناية المشددة و563 حالة استشفاء، أُجري 563 تحليل مخبري في هذا اليوم. توفي مريض يبلغ من العمر 85 عامًا من مونتيفيديو في هذا اليوم، ليصل إجمالي عدد الوفيات بفيروس كورونا في البلاد إلى 19.
11 مايو 2020: سُجلت 4 إصابات جديدة في البلاد، مارفع العدد الإجمالي للمصابين إلى 711 إصابة، منهم 8 مصابين في وحدة العناية المشددة و523 حالة استشفاء، أُجري 673 تحليل مخبري في هذا اليوم.
12 مايو 2020: سُجلت 6 إصابات جديدة في البلاد، مارفع العدد الإجمالي للمصابين إلى 717 إصابة، منهم 8 مصابين في وحدة العناية المشددة و532 حالة استشفاء، أُجري 803 تحليل مخبري في هذا اليوم.
13 مايو 2020: سُجلت إصابتان جديدتان في البلاد، مارفع العدد الإجمالي للمصابين إلى 719 إصابة، منهم 8 مصابين في وحدة العناية المشددة و545 حالة استشفاء، أُجري 709 تحليل مخبري في هذا اليوم.
14 مايو 2020: سُجلت 5 إصابات جديدة في البلاد، مارفع العدد الإجمالي للمصابين إلى 724 إصابة، منهم 7 مصابين في وحدة العناية المشددة و547 حالة استشفاء، أُجري 1000 تحليل مخبري في هذا اليوم.
15 مايو 2020: سُجلت 8 إصابات جديدة في البلاد، مارفع العدد الإجمالي للمصابين إلى 732 إصابة، منهم 7 مصابين في وحدة العناية المشددة و553 حالة استشفاء، أُجري 1016 تحليل مخبري في هذا اليوم.
16 مايو 2020: سُجلت إصابة جديدة واحدة في البلاد، مارفع العدد الإجمالي للمصابين إلى 733 إصابة، منهم 5 مصابين في وحدة العناية المشددة و558 حالة استشفاء، أُجري 870 تحليل مخبري في هذا اليوم.
17 مايو 2020: سُجلت إصابة جديدة واحدة في البلاد، مارفع العدد الإجمالي للمصابين إلى 734 إصابة، منهم 4 مصابين في وحدة العناية المشددة و564 حالة استشفاء، أُجري 825 تحليل مخبري في هذا اليوم. سُجلت وفاة جديدة واحدة بفيروس كورونا في هذا اليوم لرجل يبلغ من العمر 76 عامًا من مونتيفيديو، ليصل مجموع الوفيات في البلاد إلى 20.
18 مايو 2020: سُجلت 3 إصابات جديدة، ليصل عدد المصابين إلى 737، منهم 4 مصابين في وحدة العناية المشددة، و569 حالة استشفاء، أجري 523 تحليل مخبري في هذا اليوم.
19 مايو 2020: سُجلت إصابة جديدة واحدة في البلاد، مارفع العدد الإجمالي للمصابين إلى 738 إصابة، منهم 4 مصابين في وحدة العناية المشددة و579 حالة استشفاء، أُجري 410 تحليل مخبري في هذا اليوم. سُجلت أول إصابة في أرتيغاس في هذا اليوم.
20 مايو 2020: سُجلت 8 إصابات جديدة في البلاد، مارفع العدد الإجمالي للمصابين إلى 746 إصابة، منهم 4 مصابين في وحدة العناية المشددة و588 حالة استشفاء، أُجري 836 تحليل مخبري في هذا اليوم.
21 مايو 2020: سُجلت 3 إصابات جديدة في البلاد، مارفع العدد الإجمالي للمصابين إلى 749 إصابة، منهم 5 مصابين في وحدة العناية المشددة و594 حالة استشفاء، أُجري 907 تحليل مخبري في هذا اليوم. أعلن الرئيس لاكال بو أن التعليم في المدارس والجامعات سيستأنف وفق خطة تدريجية من ثلاثة مراحل، وأن الحضور سيكون طوعيًا.
22 مايو 2020: سُجلت 4 إصابات جديدة في البلاد، مارفع العدد الإجمالي للمصابين إلى 753 إصابة، منهم 5 مصابين في وحدة العناية المشددة و603 حالة استشفاء، أُجري 641 تحليل مخبري في هذا اليوم.
23 مايو 2020: سُجلت 11 إصابة جديدة في البلاد، مارفع العدد الإجمالي للمصابين إلى 764 إصابة، منهم 5 مصابين في وحدة العناية المشددة و616 حالة استشفاء، أُجري412 تحليل مخبري في هذا اليوم. سُجلت وفاتان بسبب كوفيد-19 في هذا اليوم لمريض يبلغ من العمر 76 عامًا ومريض يبلغ من العمر 90 عامًا.
24 مايو 2020: سُجلت 5 إصابات جديدة في البلاد، مارفع العدد الإجمالي للمصابين إلى 769 إصابة، منهم 5 مصابين في وحدة العناية المشددة و618 حالة استشفاء، أُجري 556 تحليل مخبري في هذا اليوم.
25 مايو 2020: سُجلت 18 إصابة جديدة في البلاد، مارفع العدد الإجمالي للمصابين إلى 787 إصابة، منهم 5 مصابين في وحدة العناية المشددة و629 حالة استشفاء، أُجري 549 تحليل مخبري في هذا اليوم. كُشف تفشٍ جديد للوباء في ريفيرا مع تسجيل 29 حالة نشطة.
26 مايو 2020: سُجلت إصابتان جديدتان في البلاد، مارفع العدد الإجمالي للمصابين إلى 789 إصابة، منهم 5 مصابين في وحدة العناية المشددة و638 حالة استشفاء، أُجري 774 تحليل مخبري في هذا اليوم. بدأ إجراء اختبارات عشوائية في ريفيرا لقياس حالة مناعة القطيع ومدى تفشي المرض فيها.
27 مايو 2020: سُجلت 14 إصابة جديدة في البلاد، مارفع العدد الإجمالي للمصابين إلى 803 إصابة، منهم 5 مصابين في وحدة العناية المشددة و650 حالة استشفاء، أُجري 760 تحليل مخبري في هذا اليوم. كشفت ثماني حالات جديدة في ريفيرا، ما زاد من مدى تفشي المرض في هذه المدينة القسم التي سجلت أكبر عدد من الحالات النشطة خارج مونتيفيديو.
28 مايو 2020: سُجلت 8 إصابات جديدة في البلاد، مارفع العدد الإجمالي للمصابين إلى 811 إصابة، منهم 5 مصابين في وحدة العناية المشددة و654 حالة استشفاء، أُجري 1240 تحليل مخبري في هذا اليوم. وهو أعلى معدل من الاختبارات في يوم واحد. سُجلت الحالة الأولى في سيرولارغو.
29 مايو 2020: سُجلت 5 إصابات جديدة في البلاد، مارفع العدد الإجمالي للمصابين إلى 816 إصابة، منهم 6 مصابين في وحدة العناية المشددة و680 حالة استشفاء، أُجري 1155 تحليل مخبري في هذا اليوم. دخل الرئيس لاكال بو وسكرتير الرئاسة ووزير الدفاع الوطني والسكرتير الخاص للرئيس ورئيس البورصة الحجر الصحي الاحتياطي بانتظار الاختبار، وذلك بعد التأكد من إصابة مدير التنمية الاجتماعية في ريفيرا، الذي كان على اتصال بالرئيس وأعضاء الحكومة عند زيارتهم إلى مدينة ريفيرا الشمالية.
30 مايو 2020: سُجلت 5 إصابات جديدة في البلاد، مارفع العدد الإجمالي للمصابين إلى 821 إصابة، منهم 5 مصابين في وحدة العناية المشددة و682 حالة استشفاء، أُجري 855 تحليل مخبري في هذا اليوم. ثبتت عدم إصابة الرئيس لاكال ولا أي مسؤول حكومي بالفيروس.
31 مايو 2020: سُجلت إصابتان جديدتان في البلاد، مارفع العدد الإجمالي للمصابين إلى 823 إصابة، منهم 5 مصابين في وحدة العناية المشددة و685 حالة استشفاء، أُجري 432 تحليل مخبري في هذا اليوم.

### يونيو
1 يونيو 2020: سُجلت إصابتان جديدتان في البلاد، مارفع العدد الإجمالي للمصابين إلى 825 إصابة، منهم 4 مصابين في وحدة العناية المشددة و689 حالة استشفاء، أُجري 600 تحليل مخبري في هذا اليوم. سُجلت وفاة جديدة بكوفيد-19 لمريض يبلغ من العمر 63 عامًا من مونتيفيديو، ما رفع العدد الإجمالي للوفيات إلى 23.
2 يونيو 2020: سُجلت إصابة جديدة واحدة في البلاد، مارفع العدد الإجمالي للمصابين إلى 826 إصابة، منهم 4 مصابين في وحدة العناية المشددة و691 حالة استشفاء، أُجري 715 تحليل مخبري في هذا اليوم. تجاوزت ريفيرا مونتيفيديو لتصبح أول ولاية من حيث عدد الإصابات.
3 يونيو 2020: سُجلت إصابتان جديدتان في البلاد، مارفع العدد الإجمالي للمصابين إلى 828 إصابة، منهم 4 مصابين في وحدة العناية المشددة و698 حالة استشفاء، أُجري 551 تحليل مخبري في هذا اليوم. للمرة الأولى منذ إعلان حالة الطوارئ الصحية جاءت نتائج جميع التحاليل التي أجريت في هذا اليوم سلبية.
4 يونيو 2020: سُجلت 4 إصابات جديدة في البلاد، مارفع العدد الإجمالي للمصابين إلى 832 إصابة، منهم 4 مصابين في وحدة العناية المشددة و709 حالة استشفاء، أُجري 735 تحليل مخبري في هذا اليوم.
5 يونيو 2020: سُجلت إصابتان جديدتان في البلاد، مارفع العدد الإجمالي للمصابين إلى 834 إصابة، منهم 4 مصابين في وحدة العناية المشددة و721 حالة استشفاء، أُجري 921 تحليل مخبري في هذا اليوم.
6 يونيو 2020: سُجلت 11 إصابة جديدة في البلاد، مارفع العدد الإجمالي للمصابين إلى 845 إصابة، منهم 4 مصابين في وحدة العناية المشددة و726 حالة استشفاء، أُجري 596 تحليل مخبري في هذا اليوم.
7 يونيو 2020: لم تُسجلت أي إصابة جديدة بفيروس كورونا في البلاد لأول مرة منذ إعلان حالة الطوارئ الصحية، وبقي العدد الإجمالي للمصابين ثابتًا عند 845 إصابة، منهم 4 مصابين في وحدة العناية المشددة و730 حالة استشفاء، أُجري 403 تحليل مخبري في هذا اليوم.
8 يونيو 2020: لم تُسجل أي إصابة جديدة بفيروس كورونا في البلاد لليوم الثاني على التوالي، وبقي العدد الإجمالي للمصابين ثابتًا عند 845 إصابة، منهم 4 مصابين في وحدة العناية المشددة و738 حالة استشفاء، أُجري 464 تحليل مخبري في هذا اليوم.
9 يونيو 2020: سجلت إصابة جديدة واحدة بفيروس كورونا، ليصل العدد الإجمالي للمصابين إلى 846 إصابة، منهم 4 مصابين في وحدة العناية المشددة و754 حالة استشفاء، أُجري 757 تحليل مخبري في هذا اليوم. أعيد فتح مراكز التسوق في جميع أنحاء البلاد في هذا اليوم.
10 يونيو 2020: سجلت إصابة جديدة واحدة بفيروس كورونا، ليصل العدد الإجمالي للمصابين إلى 847 إصابة، منهم 4 مصابين في وحدة العناية المشددة و758 حالة استشفاء، أُجري 820 تحليل مخبري في هذا اليوم.
11 يونيو 2020: لم تُسجل أي إصابة جديدة بفيروس كورونا في البلاد لليوم، وبقي العدد الإجمالي للمصابين ثابتًا عند 847 إصابة، منهم 4 مصابين في وحدة العناية المشددة و772 حالة استشفاء، أُجري 840 تحليل مخبري في هذا اليوم.
12 يونيو 2020: لم تُسجل أي إصابة جديدة بفيروس كورونا في البلاد لليوم الثاني على التوالي، وبقي العدد الإجمالي للمصابين ثابتًا عند 847 إصابة، منهم 3 مصابين في وحدة العناية المشددة و780 حالة استشفاء، أُجري 765 تحليل مخبري في هذا اليوم.
13 يونيو 2020: لم تُسجل أي إصابة جديدة بفيروس كورونا في البلاد لليوم الثالث على التوالي، وبقي العدد الإجمالي للمصابين ثابتًا عند 847 إصابة، منهم 3 مصابين في وحدة العناية المشددة و784 حالة استشفاء، أُجري 784 تحليل مخبري في هذا اليوم.
14 يونيو 2020: سُجلت إصابة جديدة واحدة بفيروس كورونا في البلاد، ليصل العدد الإجمالي للمصابين إلى 848 إصابة، منهم 3 مصابين في وحدة العناية المشددة و788 حالة استشفاء، أُجري 403 تحليل مخبري في هذا اليوم.
15 يونيو 2020: لم تُسجل أي إصابة جديدة بفيروس كورونا في البلاد لليوم الثاني، وبقي العدد الإجمالي للمصابين ثابتًا عند 848 إصابة، منهم 3 مصابين في وحدة العناية المشددة و792 حالة استشفاء، أُجري 460 تحليل مخبري في هذا اليوم. سُجلت أول إصابة بفيروس كورونا في تاكواريمبو.
16 يونيو 2020: سُجلت إصابة جديدة واحدة بفيروس كورونا في البلاد، ليصل العدد الإجمالي للمصابين إلى 849 إصابة، منهم 3 مصابين في وحدة العناية المشددة و801 حالة استشفاء، أُجري 761 تحليل مخبري في هذا اليوم.
17 يونيو 2020: لم تُسجل أي إصابة جديدة واحدة بفيروس كورونا في هذا اليوم، ليبقى العدد الإجمالي للمصابين ثابتًا عند 849 إصابة، منهم 4 مصابين في وحدة العناية المشددة و810 حالة استشفاء، أُجري 729 تحليل مخبري في هذا اليوم.
18 يونيو 2020: سُجلت إصابة جديدة واحدة بفيروس كورونا في البلاد، ليصل العدد الإجمالي للمصابين إلى 850 إصابة، منهم 4 مصابين في وحدة العناية المشددة و814 حالة استشفاء، أُجري 681 تحليل مخبري في هذا اليوم.
19 يونيو 2020: سُجلت ثلاث إصابات جديدة بفيروس كورونا في البلاد، ليصل العدد الإجمالي للمصابين إلى 853 إصابة، منهم 4 مصابين في وحدة العناية المشددة و814 حالة استشفاء، أُجري 338 تحليل مخبري في هذا اليوم.
20 يونيو 2020: سُجلت 6 إصابات جديدة بفيروس كورونا في البلاد، ليصل العدد الإجمالي للمصابين إلى 859 إصابة، منهم 4 مصابين في وحدة العناية المشددة و815 حالة استشفاء، أُجري 643 تحليل مخبري في هذا اليوم. سُجلت وفاة جديدة لمريض يبلغ من العمر 84 عامًا من مونتيفيديو، ما رفع العدد الإجمالي للوفيات إلى 25.
21 يونيو 2020: سُجلت 17 إصابة جديدة بفيروس كورونا في البلاد، ليصل العدد الإجمالي للمصابين إلى 876 إصابة، منهم 4 مصابين في وحدة العناية المشددة و814 حالة استشفاء، أُجري 412 تحليل مخبري في هذا اليوم.
22 يونيو 2020: سُجلت 6 إصابات جديدة بفيروس كورونا في البلاد، ليصل العدد الإجمالي للمصابين إلى 882 إصابة، منهم 4 مصابين في وحدة العناية المشددة و815 حالة استشفاء، أُجري 398 تحليل مخبري في هذا اليوم.
23 يونيو 2020: سُجلت 3 إصابات جديدة بفيروس كورونا في البلاد، ليصل العدد الإجمالي للمصابين إلى 885 إصابة، منهم 4 مصابين في وحدة العناية المشددة و815 حالة استشفاء، أُجري 1158 تحليل مخبري في هذا اليوم.
24 يونيو 2020: سُجلت 17 إصابة جديدة بفيروس كورونا في البلاد، ليصل العدد الإجمالي للمصابين إلى 902 إصابة، منهم مريضان في وحدة العناية المشددة و815 حالة استشفاء، أُجري 1473 تحليل مخبري في هذا اليوم. سُجلت وفاة جديدة لمريض يبلغ من العمر 69 عامًا من ريفيرا، ما رفع العدد الإجمالي للوفيات إلى 26.
25 يونيو 2020: سُجلت 5 إصابات جديدة بفيروس كورونا في البلاد، ليصل العدد الإجمالي للمصابين إلى 907 إصابة، منهم مصابان في وحدة العناية المشددة و818 حالة استشفاء، أُجري 1290 تحليل مخبري في هذا اليوم.
26 يونيو 2020: سُجلت 12 إصابة جديدة بفيروس كورونا في البلاد، ليصل العدد الإجمالي للمصابين إلى 919 إصابة، منهم مصابان في وحدة العناية المشددة و818 حالة استشفاء، أُجري 1157 تحليل مخبري في هذا اليوم.
27 يونيو 2020: سُجلت 5 إصابات جديدة بفيروس كورونا في البلاد، ليصل العدد الإجمالي للمصابين إلى 924 إصابة، منهم مصابان في وحدة العناية المشددة و818 حالة استشفاء، أُجري 1418 تحليل مخبري في هذا اليوم.
28 يونيو 2020: سُجلت 5 إصابات جديدة بفيروس كورونا في البلاد، ليصل العدد الإجمالي للمصابين إلى 929 إصابة، منهم مصابان في وحدة العناية المشددة و818 حالة استشفاء، أُجري 403 تحليل مخبري في هذا اليوم. سُجلت وفاة جديدة لمريضة تبلغ من العمر 64 عامًا، ما رفع العدد الإجمالي للوفيات إلى 27.
29 يونيو 2020: سُجلت 3 إصابات جديدة بفيروس كورونا في البلاد، ليصل العدد الإجمالي للمصابين إلى 932 إصابة، منهم مصابان في وحدة العناية المشددة و822 حالة استشفاء، أُجري 1040 تحليل مخبري في هذا اليوم.
30 يونيو 2020: سُجلت 4 إصابات جديدة بفيروس كورونا في البلاد، ليصل العدد الإجمالي للمصابين إلى 824 إصابة، منهم مصابان في وحدة العناية المشددة و824 حالة استشفاء، أُجري 674 تحليل مخبري في هذا اليوم.

### يوليو
1 يوليو 2020: سُجلت 7 إصابات جديدة بفيروس كورونا في البلاد، ليصل العدد الإجمالي للإصابات إلى 943، منهم مريض واحد في وحدة العناية المشددة، وبلغ عدد حالات الاستشفاء 825، أُجري 1233 تحليل مخبري في هذا اليوم. سُجلت وفاة جديدة لمواطن برازيلي يبلغ من العمر 64 عامًا في مستشفى سالتو، ليصل العدد الإجمالي للوفيات في البلاد إلى 28.
2 يوليو 2020: سُجلت 4 إصابات جديدة بفيروس كورونا في البلاد، ليصل العدد الإجمالي للإصابات إلى 947، منهم مريض واحد في وحدة العناية المشددة، وبلغ عدد حالات الاستشفاء 825، أُجري 916 تحليل مخبري في هذا اليوم.
3 يوليو 2020: سُجلت 5 إصابات جديدة بفيروس كورونا في البلاد، ليصل العدد الإجمالي للإصابات إلى 952، منهم مريض واحد في وحدة العناية المشددة، وبلغ عدد حالات الاستشفاء 837، أُجري 1121 تحليل مخبري في هذا اليوم.
4 يوليو 2020: سُجلت 3 إصابات جديدة بفيروس كورونا في البلاد، ليصل العدد الإجمالي للإصابات إلى 955، منهم مريض واحد في وحدة العناية المشددة، وبلغ عدد حالات الاستشفاء 825، أُجري 912 تحليل مخبري في هذا اليوم.
5 يوليو 2020: سُجلت إصابة جديدة واحدة بفيروس كورونا في البلاد، ليصل العدد الإجمالي للإصابات إلى 956، منهم مريض واحد في وحدة العناية المشددة، وبلغ عدد حالات الاستشفاء 849، أُجري 963 تحليل مخبري في هذا اليوم.
6 يوليو 2020: سُجلت 4 إصابات جديدة بفيروس كورونا في البلاد، ليصل العدد الإجمالي للإصابات إلى 960، ولا يوجد أي مريض في وحدة العناية المشددة، وبلغ عدد حالات الاستشفاء 858، أُجري 984 تحليل مخبري في هذا اليوم. سُجلت وفاة جديدة لامرأة تبلغ من العمر 70 عاما في مونتيفيديو، ليصل العدد الإجمالي للوفيات إلى 29.
7 يوليو 2020: سُجلت 5 إصابات جديدة بفيروس كورونا في البلاد، ليصل العدد الإجمالي للإصابات إلى 965، ولا يوجد أي مريض في وحدة العناية المشددة، وبلغ عدد حالات الاستشفاء 865، أُجري 1216 تحليل مخبري في هذا اليوم.
8 يوليو 2020: سُجلت 9 إصابات جديدة بفيروس كورونا في البلاد، ليصل العدد الإجمالي للإصابات إلى 974، ولا يوجد أي مريض في وحدة العناية المشددة، وبلغ عدد حالات الاستشفاء 8711، أُجري 959 تحليل مخبري في هذا اليوم.
9 يوليو 2020: سُجلت 3 إصابات جديدة بفيروس كورونا في البلاد، ليصل العدد الإجمالي للإصابات إلى 977، منهم مريض واحد في وحدة العناية المشددة، وبلغ عدد حالات الاستشفاء 878، أُجري 1467 تحليل مخبري في هذا اليوم.
10 يوليو 2020: سُجلت 8 إصابات جديدة بفيروس كورونا في البلاد، ليصل العدد الإجمالي للإصابات إلى 985، منهم مريض واحد في وحدة العناية المشددة، وبلغ عدد حالات الاستشفاء 886، أُجري 1224 تحليل مخبري في هذا اليوم.
11 يوليو 2020: سُجلت إصابة جديدة واحدة بفيروس كورونا في البلاد، ليصل العدد الإجمالي للإصابات إلى 986، ولا يوجد أي مريض في وحدة العناية المشددة، وبلغ عدد حالات الاستشفاء 896، أُجري 858 تحليل مخبري في هذا اليوم. سُجلت وفاة جديدة لمريض يبلغ من العمر 86 عامًا في سيرولارجو ليكون بذلك الوفاة الثلاثون بكوفيد-19 في البلاد.
12 يوليو 2020: سُجلت إصابة واحدة جديدة بفيروس كورونا في البلاد، ليصل العدد الإجمالي للإصابات إلى 987، ولا يوجد أي مريض في وحدة العناية المشددة، وبلغ عدد حالات الاستشفاء 896، أُجري 469 تحليل مخبري في هذا اليوم. سُجلت وفاة جديدة لمريض عمره 87 عامًا من سوريانو، ما رفع العدد الإجمالي للوفيات إلى 31.
13 يوليو 2020: سُجلت إصاباتان جديدتان بفيروس كورونا في البلاد، ليصل العدد الإجمالي للإصابات إلى 989، ولا يوجد أي مريض في وحدة العناية المشددة، وبلغ عدد حالات الاستشفاء 903، أُجري 1377 تحليل مخبري في هذا اليوم.
14 يوليو 2020: سُجلت 8 إصابات جديدة بفيروس كورونا في البلاد، ليصل العدد الإجمالي للإصابات إلى 997، ولا يوجد أي مريض في وحدة العناية المشددة، وبلغ عدد حالات الاستشفاء 905، أُجري 1483 تحليل مخبري في هذا اليوم.
15 يوليو 2020: سُجلت 12 إصابة جديدة بفيروس كورونا في البلاد 10 منهم مركز ميديكا أوروغواي الصحي، ليصل العدد الإجمالي للإصابات إلى 1009، منهم مريض واحد في وحدة العناية المشددة، وبلغ عدد حالات الاستشفاء 909، أُجري 1326 تحليل مخبري في هذا اليوم.
16 يوليو 2020: سُجلت 17 إصابة جديدة بفيروس كورونا في البلاد 15 منهم في مركز ميديكا أوروغواي الصحي، ليصل العدد الإجمالي للإصابات إلى 1026، منهم 3 مرضى في وحدة العناية المشددة، وبلغ عدد حالات الاستشفاء 916، أُجري 1517 تحليل مخبري في هذا اليوم. سُجلت وفاة جديدة لامرأة تبلغ من العمر 58 عامًا في مونتيفيديو، ما رفع العدد الإجمالي للوفيات إلى 32.
17 يوليو 2020: سُجلت 11 إصابة جديدة بفيروس كورونا في البلاد، ليصل العدد الإجمالي للإصابات إلى 1037، منهم 3 مرضى في وحدة العناية المشددة، وبلغ عدد حالات الاستشفاء 917، أُجري 1719 تحليل مخبري في هذا اليوم.
18 يوليو 2020: سُجلت 7 إصابات جديدة بفيروس كورونا في البلاد، ليصل العدد الإجمالي للإصابات إلى 1044، منهم 3 مرضى في وحدة العناية المشددة، وبلغ عدد حالات الاستشفاء 921، أُجري 1346 تحليل مخبري في هذا اليوم. سُجلت وفاة جديدة لامرأة تبلغ من العمر 74 عامًا في كانيلونز، ما رفع العدد الإجمالي للوفيات إلى 33.
19 يوليو 2020: سُجلت 10 إصابات جديدة بفيروس كورونا في البلاد، ليصل العدد الإجمالي للإصابات إلى 1054، منهم 3 مرضى في وحدة العناية المشددة، وبلغ عدد حالات الاستشفاء 922، أُجري 1262 تحليل مخبري في هذا اليوم.
20 يوليو 2020: سُجلت 10 إصابات جديدة بفيروس كورونا في البلاد، ليصل العدد الإجمالي للإصابات إلى 1064، منهم 3 مرضى في وحدة العناية المشددة، وبلغ عدد حالات الاستشفاء 927، أُجري 2033 تحليل مخبري في هذا اليوم.
21 يوليو 2020: سُجلت 32 إصابة جديدة بفيروس كورونا في البلاد، ليصل العدد الإجمالي للإصابات إلى 1096، منهم 4 مرضى في وحدة العناية المشددة، وبلغ عدد حالات الاستشفاء 929، أُجري 1407 تحليل مخبري في هذا اليوم.
22 يوليو 2020: سُجلت 21 إصابة جديدة بفيروس كورونا في البلاد، ليصل العدد الإجمالي للإصابات إلى 1117، منهم 3 مرضى في وحدة العناية المشددة، وبلغ عدد حالات الاستشفاء 934، أُجري 3100 تحليل مخبري في هذا اليوم. سُجلت وفاة جديدة لرجل يبلغ من العمر 74 عامًا في ترينتا إي تريس، ما رفع العدد الإجمالي للوفيات إلى 34.
23 يوليو 2020: سُجلت 24 إصابة جديدة بفيروس كورونا في البلاد، ليصل العدد الإجمالي للإصابات إلى 1141، منهم 3 مرضى في وحدة العناية المشددة، وبلغ عدد حالات الاستشفاء 940، أُجري 2316 تحليل مخبري في هذا اليوم.